# Цэвээндашийн Энхжин
Цэвээндашийн Энхжин (монг. Цэвээндашийн Энхжин; 2 мая 1994, Улан-Батор, Монголия) — монгольская фотомодель, участница конкурсов красоты, представлявшая Монголию на конкурсах Мiss Globe International 2010, Miss Friendship International 2010, Supermodel International 2012, вице-мисс Монголия 2015 и Мисс мира 2017.
дизайнер, предприниматель.

## Биография
Окончила Школу искусств Кембриджского университета (Великобритания) по специальности дизайн интерьера. Имеет степень магистра промышленного дизайна престижного Университета дизайна во Флоренции (Италия).
Является основателем и владельцем компании Eden Design.
Обладательница премии People’s Choice Award, Победитель соревнований Head to Head Challenge,
BWAP Top 20, Мисс Спорт Топ 32.
Параметры: рост 174, 86/60/90.